# ディルク・スヌーク
ディルク・スヌーク（Dirck SnouckまたはSnoecq）は、オランダ東インド会社の人物。1641年ゼーランディア城勤務を始めとし、1645年にはマラッカの上級職員、1648年12月9日には出島オランダ商館長に就任した。スヌークは1649年11月5日までその職にあったが、ブレスケンス号事件の影響はまだ続いており、江戸への参府は許されなかった。
江戸幕府からすると、オランダ商館長は単なる商人に過ぎない。このため、ブレスケンス号事件解決の謝礼のため、商人ではない「特使」の派遣を要求した。スヌークの前任のフレデリック・コイエットが、バタヴィアに帰還後、大使派遣を要請していた。1649年9月19日、ついに待望の特使が到着し、事態の好転が期待されたが、スヌークはその実現を見る前に、アントニオ・ファン・ブロウクホルストに後任を譲り、日本を去った。

## 参考
- 日本関係海外史料オランダ商館長日記原文編之十一

| 先代 フレデリック・コイエット | オランダ商館長（第17代） 1648年12月9日 - 1649年11月5日 | 次代 アントニオ・ファン・ブロウクホルスト |